# 重庆市万州高级中学
重庆市万州高级中学，即重庆市万州高级中学，创办于1959年，原名万县沙河中学、四川省万县中学、重庆市万州中学。系原四川省和重庆市首批重点中学。